# Академия изящных искусств (Гданьск)
Академия изящных искусств (пол. Akademia Sztuk Pięknych) — высшее учебное заведение в Гданьске, Польша.

## История
15 октября 1945 года в Сопоте был основан «Государственный институт изящных искусств», который позднее был переименован в «Государственную Высшую школу изящных искусств в Гданьске». В 1954 году Высшая школа изящных искусств была переведена в Гданьск в восстановленный Большой арсенал.
В 1968 году для Высшей школы изящных искусств по проекту архитектора Рышарда Семки было построено здание в модернистском стиле.
С 1996 года Высшая школа изящных была переименована в Академию изящных искусств.

## Ректоры
- Душенько, Францишек (1981—1987).